# Шорин, Михаил Георгиевич
Михаил Георгиевич Шо́рин (1904 — 1965) — советский хоровой дирижёр. Заслуженный деятель искусств РСФСР (1951). Лауреат двух Сталинских премий первой степени (1949, 1951).

## Биография
Родился 2 (15) сентября 1904 года в деревне Кучино Подольского уезда (по другим данным, в селе Троицкое ныне Московской области). В 1912—1918 годах занимался в Московском синодальном училище у А. Д. Кастальского, Н. С. Голованова, Н. М. Данилина и В. П. Степанова. В 1926 году окончил МГК имени П. И. Чайковского по классу хорового дирижирования, в 1929 году — по классу симфонического дирижирования. С 1929 года хормейстер, в 1944—1958 годах — главный хормейстер ГАБТ.
Продолжатель традиций русского хорового искусства, в значительной степени содействовал высокому уровню исполнительской культуры хора Большого театра.
Умер 7 марта 1965 года. Похоронен в Москве на Новодевичьем кладбище (участок № 3).

## Дирижировал спектаклями
- «Садко» Н. А. Римского-Корсакова
- «Князь Игорь» А. П. Бородина
- «Иван Сусанин» М. И. Глинки
- «Борис Годунов» М. П. Мусоргского
- «Хованщина» М. П. Мусоргского
- «Аида» Дж. Верди
- «Декабристы» Э. Ф. Направника
- «Никита Вершинин» Д. Б. Кабалевского

## Награды и премии
- Сталинская премия первой степени (1949) — за оперный спектакль «Борис Годунов» М. П. Мусоргского[4]
- Сталинская премия первой степени (1951) — за оперный спектакль «Хованщина» М. П. Мусоргского
- заслуженный деятель искусств РСФСР (1951)